# Allocotocera bispinosa
Allocotocera bispinosa är en tvåvingeart som först beskrevs av Tonnoir och Edwards 1927.  Allocotocera bispinosa ingår i släktet Allocotocera och familjen svampmyggor. Inga underarter finns listade i Catalogue of Life.